# Ten Count
Ten Count (jap. テンカウント) ist eine Mangaserie von Rihito Takarai, die von 2013 bis 2017 in Japan erschien. Die Boys-Love-Serie erzählt von einem jungen Mann, der sich bei einer Angsttherapie in seinen Therapeuten verliebt, und wurde in mehrere Sprachen übersetzt. Eine Adaption als Anime wurde angekündigt, Anfang 2024 aber aus unbekannten produktionstechnischen Gründen gecancelt.

## Inhalt
Der Sekretär Tadaomi Shirotani leidet an Mysophobie, der Angst vor Schmutz und vor Ansteckungen. In seinem Beruf kann er den von ihm verabscheuten Kontakten aus dem Weg gehen, auch weil sein Chef Herr Kuramoto auf ihn Rücksicht nimmt. Doch als dieser eines Tages einen Unfall hat, macht sich Shirotani Vorwürfe, dass seine Angst dafür verantwortlich ist. Der Therapeut Riku Kurose hilft bei dem Unfall und erkennt sofort Shirotanis Krankheit. Er rät ihm, sich ärztlich behandeln zu lassen. Als sich Shirotani schließlich dazu überwinden kann, landet er bei Kurose als Therapeut. Der bietet ihm sogar an, ihm kostenlos und als Freund zu helfen. Shirotani erstellt eine Liste von zehn Tätigkeiten, die ihn in aufsteigender Reihenfolge ekeln; beginnend mit dem Benutzen der Türklinke ohne Handschuhe. Den zehnten Platz aber lässt Shirotani frei. Wenn er diesen einmal ausfüllt, will Kurose ihm verraten, warum er ihm kostenlos helfen will. Während der Arbeit an der Liste baut Shirotani langsam Vertrauen zu Kurose auf und oft fällt es ihm gerade in seiner Gegenwart leichter, die Aufgaben zu bewältigen.

## Veröffentlichung
Der Manga erschien von 2013 bis 2017 im Magazin Dear+ des Verlags Shinshokan, der die Kapitel auch gesammelt in sechs Bänden herausbrachte.
Eine deutsche Übersetzung erschien von Mai 2015 bis November 2018 beim Verlag Tokyopop mit allen sechs Bänden. Eine englische Fassung erschien bei SuBLime, eine französische bei Taifu Comics, eine spanische bei Editorial Ivréa und eine chinesische bei Tong Li Publishing.

## Rezeption
Während sich der erste Band des Mangas in den ersten beiden Wochen nach Veröffentlichung im Jahr 2014 fast 40.000 Mal verkaufte, setzte der sechste und letzte Band im März 2018 im gleichen Zeitraum über 154.000 Bände ab. Zu dieser Zeit hatten alle Bände zusammen eine gedruckte Auflage von 2 Millionen.
Die deutsche Zeitschrift Animania hebt hervor, wie „langsam und sorgfältig“ Takarai die Beziehung des Paares aufbaut. Jede der subtilen Gesten, Blicke und Regungen zähle, „selbst die kleinste Berührung“ sei „sinnlich inszeniert“. Die Zeichnungen seien sehr sauber und ordentlich.